# 阿里巴巴与王老五
《阿里巴巴与王老五》是1961年在新加坡制作的一部马来语黑白喜剧，由马来亚巨星比·南利执导、编剧并主演。故事灵感来源于《一千零一夜》中的阿里巴巴故事，其中融入了自我指涉的元素，以及无政府喜剧、滑稽喜剧、讽刺和闹剧等多种元素。片名中的“Bujang Lapok”是因为这部影片是Bujang Lapok系列喜剧电影的第三部，由比南利、S·沙姆斯乌德丁和阿都阿兹·萨塔尔三位主演。这部电影标志着莎莉玛的第一部处女作，同时也是比南利少数演反派角色的电影之一。

## 故事
阿里巴巴（阿都阿兹萨塔尔饰）是一个生活无法成功的穷人。他经常派妻子诺西亚去他哥哥卡西姆巴巴（S·沙姆斯乌德丁饰）家借面粉，以便他们吃饭，但小气的卡西姆巴巴对阿里巴巴感到沮丧，并不断提醒诺西亚有关阿里巴巴的无能之处。当诺西亚无数次来索要面粉时，卡西姆巴巴大发雷霆，对她大发雷霆并送她回家。她责怪阿里巴巴让她陷入这样的境地，并责怪他没有努力找工作。阿里巴巴终于心软了，他走进树林去拾柴火，偶然发现一群40名小偷带着战利品和财宝在树林里行进。他躲在一棵树上，看着他们的首领（比南利饰）站在一个山洞前，唱着一首看似无意义的诗句（niat ingsun matek aji semar ngising，实际上是一首爪哇语诗），能让山洞打开。阿里巴巴等到盗贼全部离开山洞后，才从树上出来，用咒语打开了山洞。在里面，他发现了各种各样的财富和财富，但只拿走了一箱金币。
有了这些金币，阿里巴巴就能还清卡西姆所欠的一切，生活也更加舒适。卡西姆巴巴好奇心十足，缠着阿里巴巴告诉他自己是如何突然变得富有的。阿里巴巴最终态度软化，并告诉卡西姆关于这个洞穴的信息和打开的方法，但在他告诉卡西姆关闭洞穴的诗句或关于使用它的方法之前，卡西姆巴巴便匆忙去找洞穴。
卡西姆出于贪婪，试图偷走山洞里的一切。盗贼回来发现洞门开着，他们便让门关上。卡西姆忘记了重新开门的口号，结果被困住了。卡西姆试图拖延，但盗贼最终发现并杀死了他。当卡西姆没有回家时，阿里巴巴偷偷溜到山洞，在那里他发现了他兄弟的遗体。他收集了卡西姆的遗体，并贿赂镇上的鞋匠阿佩克，将卡西姆缝合在一起。
盗贼们最终听说了阿佩克的奇怪“工作”，并确认卡西姆巴巴就是他们杀死的人。窃贼计划抢劫他的房子，该房子现在受到阿里巴巴的保护。由于阿里巴巴仆人玛吉娜的干涉，两次尝试皆失败。盗贼首领对手下的无能感到愤怒，决定亲自寻找这所房子。找到后，他假扮成石油商人来到阿里巴巴家，而他的窃贼则躲在院子里的油罐里。玛吉娜发现了隐藏的小偷，并在阿里巴巴的妻子和寡妇的帮助下，将滚烫的油倒入所有单独的罐子里。击败所有盗贼后，玛吉娜亲自攻击并杀死了盗贼首领。阿里巴巴感谢她的忠诚，释放了她。

## 与真实故事不符之处
电影被拍成一部设置在一个未指明国家、具有中东风格的历史片，但因为了幽默效果而有许多不符时代之处，其中包括片中出现自行车、摩托车、卡车、维斯帕摩托车、电话和枪支（特别是炮枪）的出现。周末假期时，40大盗也会穿着各种不符时代的服装，其中包括牛仔、戴假发的法官和二战时期的日本士兵。
此外，这部电影还以幽默的方式嘲讽了当时英属马来亚的大麻和鸦片的法律地位。在电影中，有一个场景是玛吉娜在购买虾酱，卖家声称出售大麻和鸦片是合法的，但虾酱是非法的，因为它是从马来亚走私而来，尽管实际上这三种物品在真实的马来亚法律上是相反的（非法实际是合法、合法实际是非法），而大麻和鸦片的词汇被虾酱走私者消音了。标志也是用Jawi文字写的。
此外，40名盗贼似乎是一家正规的企业，为成员提供健康福利、绩效奖金和加班费，主要是因为该电影要以幽默的效果呈现（例如，盗贼的领袖拒绝了一个工作，因为星期日是公共假日，当愤怒的请求者威胁要找其他盗贼时，领袖警告说如果他这样做，盗贼工会将采取行动）。